# Baetis intercalaris
Baetis intercalaris är en dagsländeart som beskrevs av Mcdunnough 1921. Baetis intercalaris ingår i släktet Baetis och familjen ådagsländor. Inga underarter finns listade i Catalogue of Life.